# نیو اورلینز سینتز

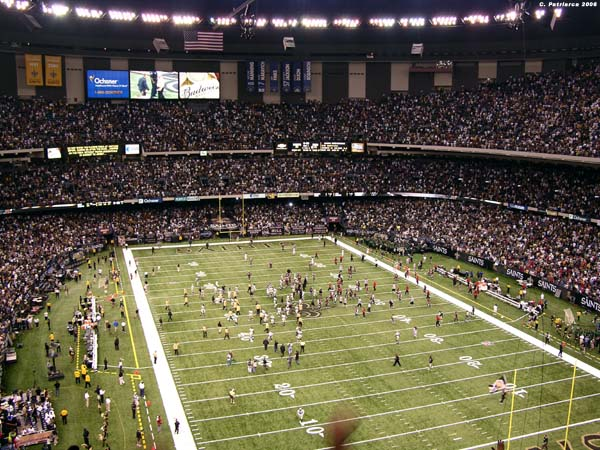

تیم فوتبال آمریکایی نیو اورلینز سینتز (به انگلیسی: New Orleans Saints) از نیو اورلینز در ایالت لوئیزیانا می‌باشد.
این تیم عضو لیگ ملی فوتبال آمریکا است.
ورزشگاه خانه این تیم ورزشگاه لوئیزیانا سوپردوم (به انگلیسی: Louisiana Superdome) نام دارد، که سرپوشیده است.

## وب‌گاه رسمی
- وبگاه رسمی تیم